# فرودگاه گاربرویل
فرودگاه گاربرویل (به انگلیسی: Garberville Airport) یک فرودگاه همگانی است که یک باند فرود آسفالت دارد و طول باند آن ۹۳۰ متر است. این فرودگاه در کشور ایالات متحده آمریکا قرار دارد و در ارتفاع ۱۶۶٫۴ متری از سطح دریا واقع شده‌است.